# Aven (fleuve)
Pour les articles homonymes, voir Aven (homonymie).
L'Aven [avɛn] est un fleuve côtier situé dans le département du Finistère, dans la  région de Bretagne, en France. Sa vallée, en aval de Pont-Aven, a été envahie par la mer et forme une ria. L'Aven se jette dans l'océan Atlantique au niveau de la station balnéaire de Port Manec’h à une centaine de mètres d'une autre ria : le Bélon.

## Étymologie
Aven signifie « rivière » en moyen breton, terme qui n'est aujourd'hui plus employé en breton moderne, le dictionnaire breton de Dom Louis Le Pelletier le signalant déjà en 1752 comme inusité ; avon en vieux breton, afon en gallois. Il donne son nom à un pays de tradition s'étendant de l'Odet à la Laïta : le pays de l'Aven.

## Géographie

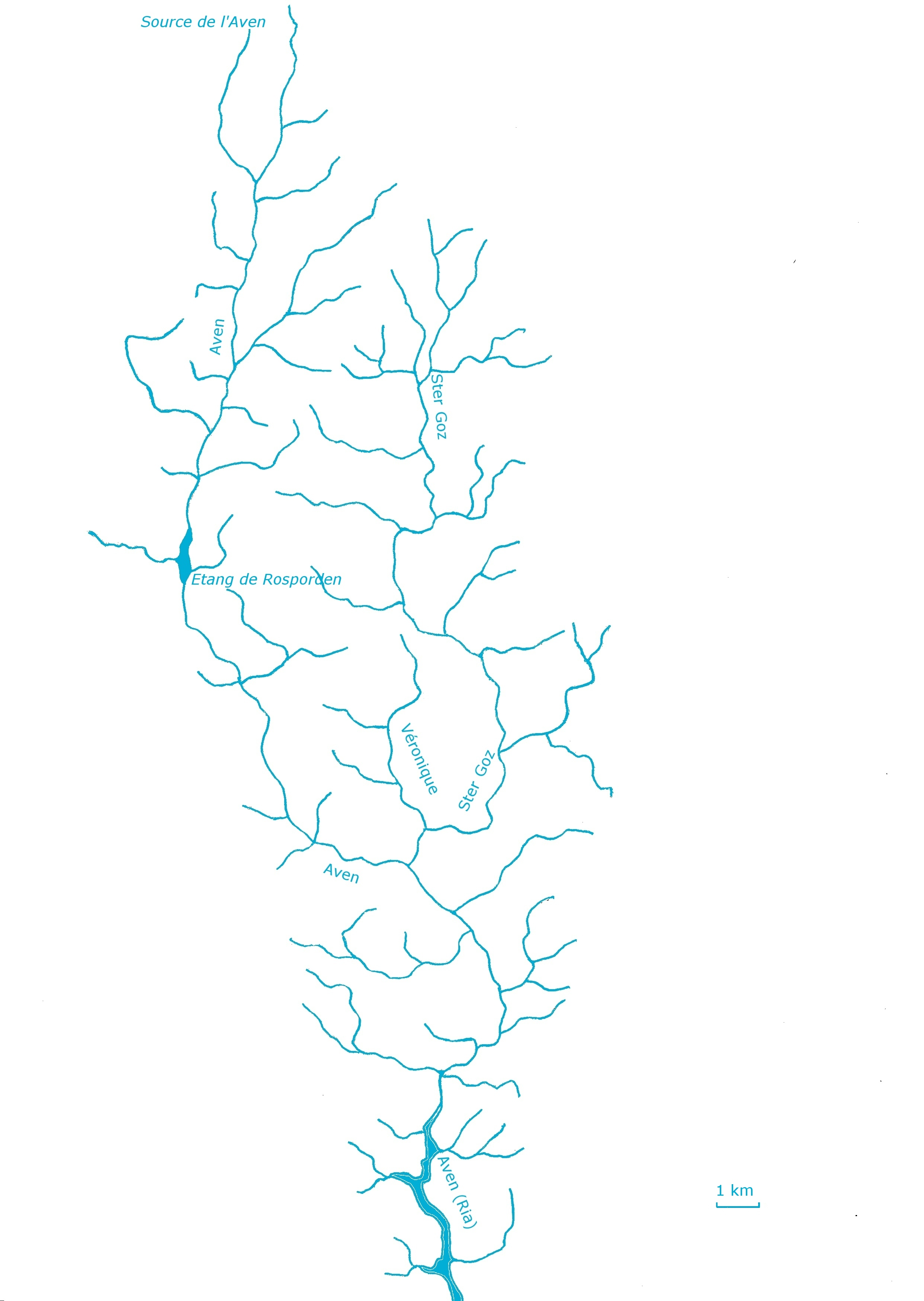
Le fleuve Aven et ses affluents

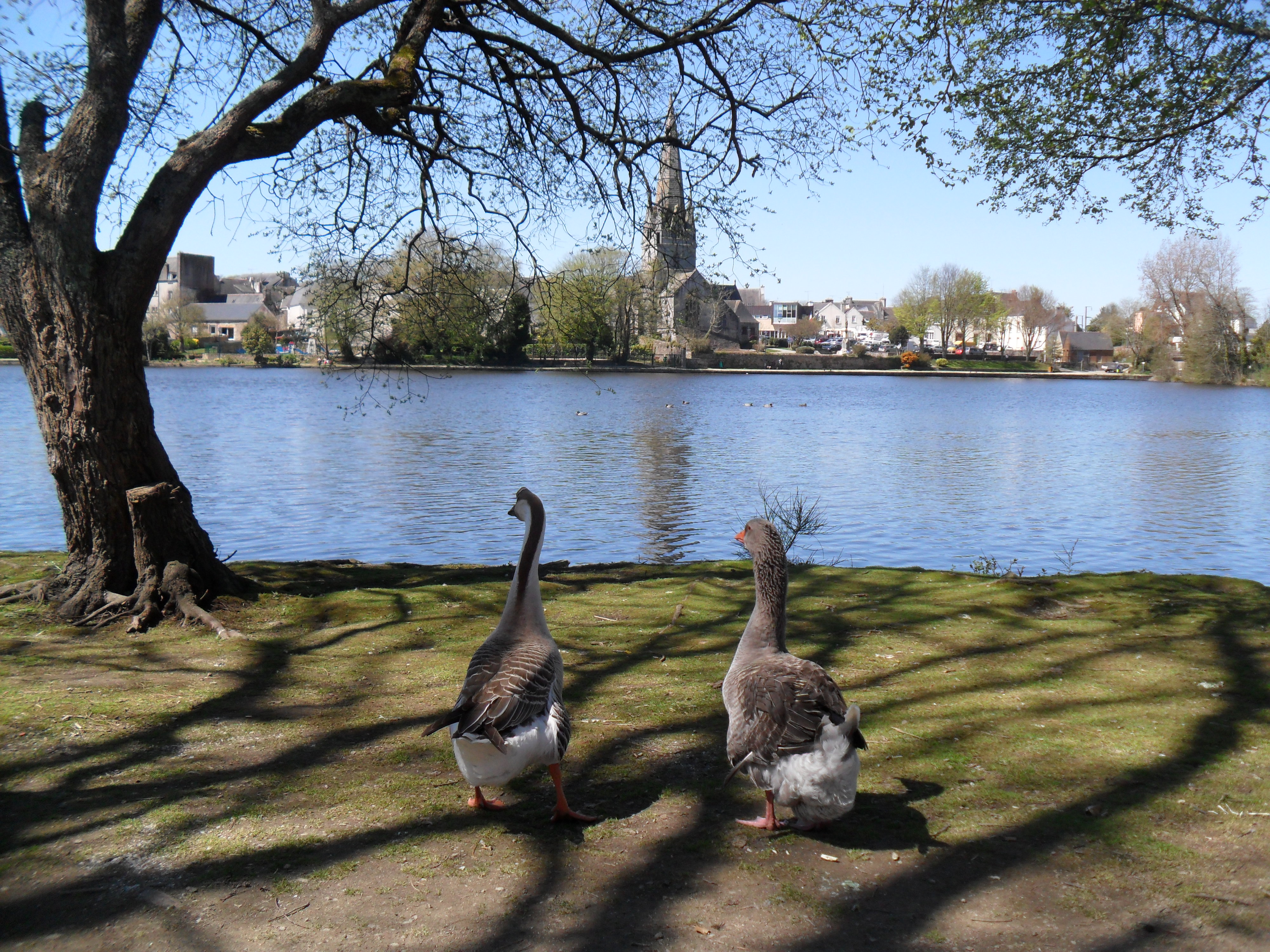
L'étang de Rosporden

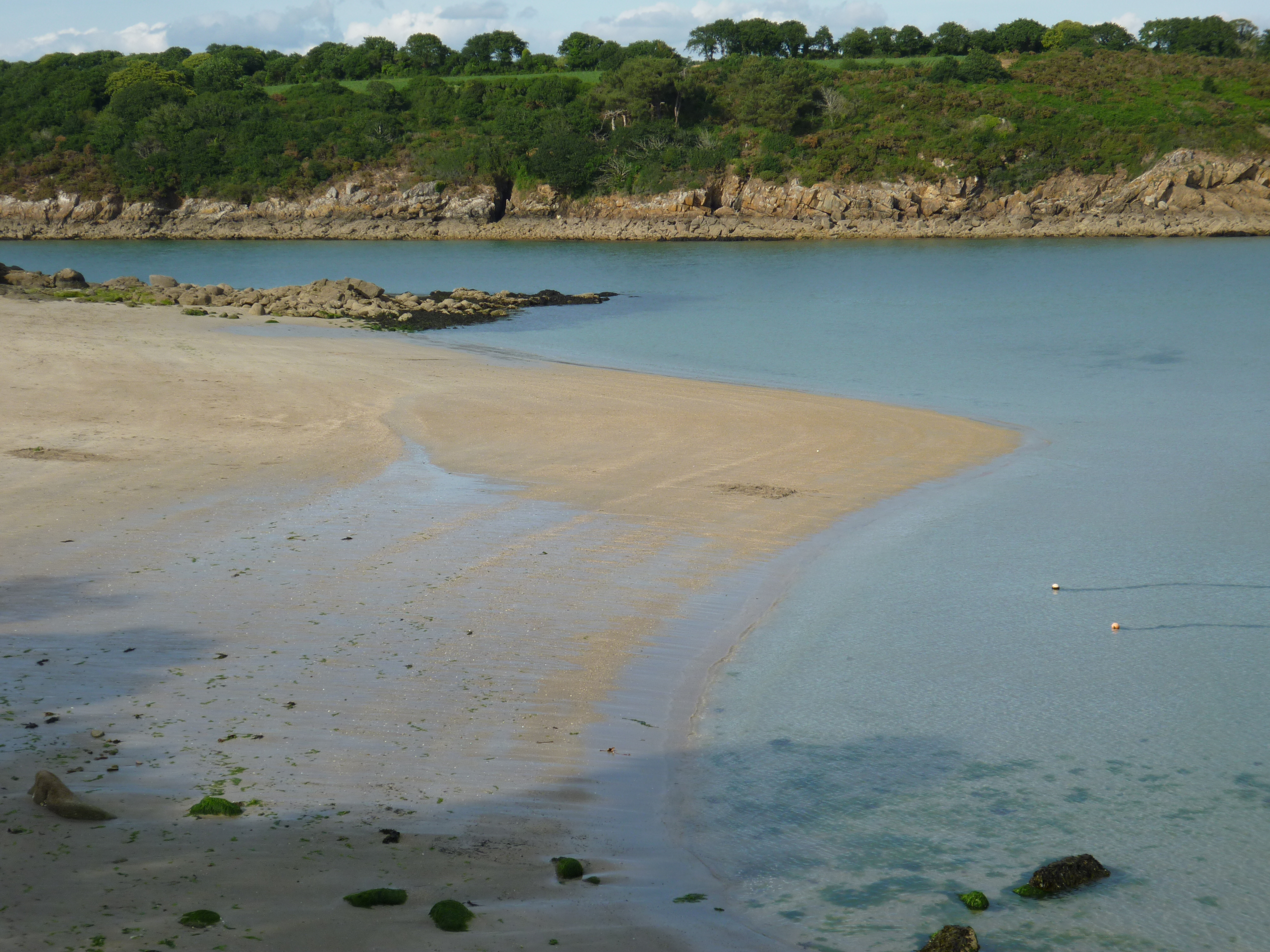
L'embouchure de l'Aven à Port Manec’h

L'Aven prend sa source à Coray, au lieu-dit « Pen Aven » (« tête de l'Aven » en français). La longueur du cours d'eau est de 39,3 km. Il coule vers le sud en direction de l'océan Atlantique. Il reçoit les eaux de nombreux ruisseaux, dont celles du Ster Goz et du Pénanros (ou Penn an Roz). Son cours est interrompu par un barrage à la hauteur de la ville de Rosporden, qui donne naissance à un étang d'une superficie de 45 hectares.
C'est un cours d'eau au régime très irrégulier dont l'aspect ordinairement paisible peut être trompeur. En effet, en cas de forte crue, il peut se transformer en un torrent impétueux et provoquer des inondations dévastatrices comme ce fut le cas en décembre 2000, où il causa d'importants dégâts dans la petite cité des peintres. Ces eaux animaient autrefois les roues de nombreux moulins notamment à Pont-Aven, d'où un malin dicton : « Pont-Aven ville de renom, quatorze moulins, quinze maisons ».
À partir de Pont-Aven, le lit de l'Aven, dont la largeur moyenne était de cinq mètres, s'élargit considérablement pour former bientôt un estuaire de deux-cents mètres de large. La ria, longue de 6,5 km, est navigable. Elle est limitrophe des communes de Riec-sur-Bélon, de Pont-Aven et de Névez. C'est un lieu très fréquenté par les plaisanciers : des mouillages organisés sont échelonnés à l'amont de la ria (Kerdruc, Roz-Braz). À marée haute, les bateaux dotés d'un tirant d'eau important peuvent remonter jusqu'à Pont-Aven. Sur les rives de la ria, se trouvent le château et le moulin à marée du Hénan.

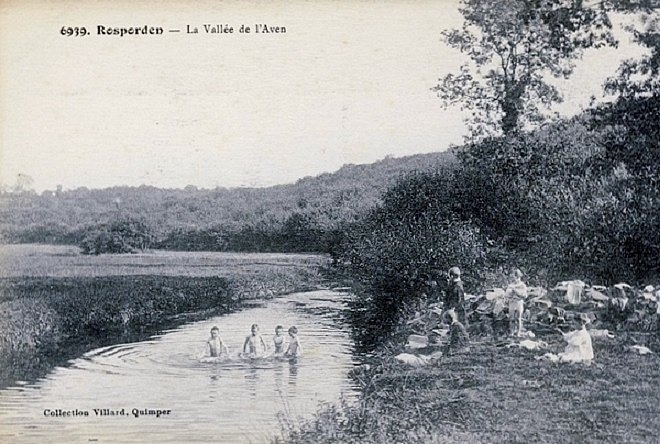
Rosporden : La vallée de l'Aven (carte postale, collection Villard)
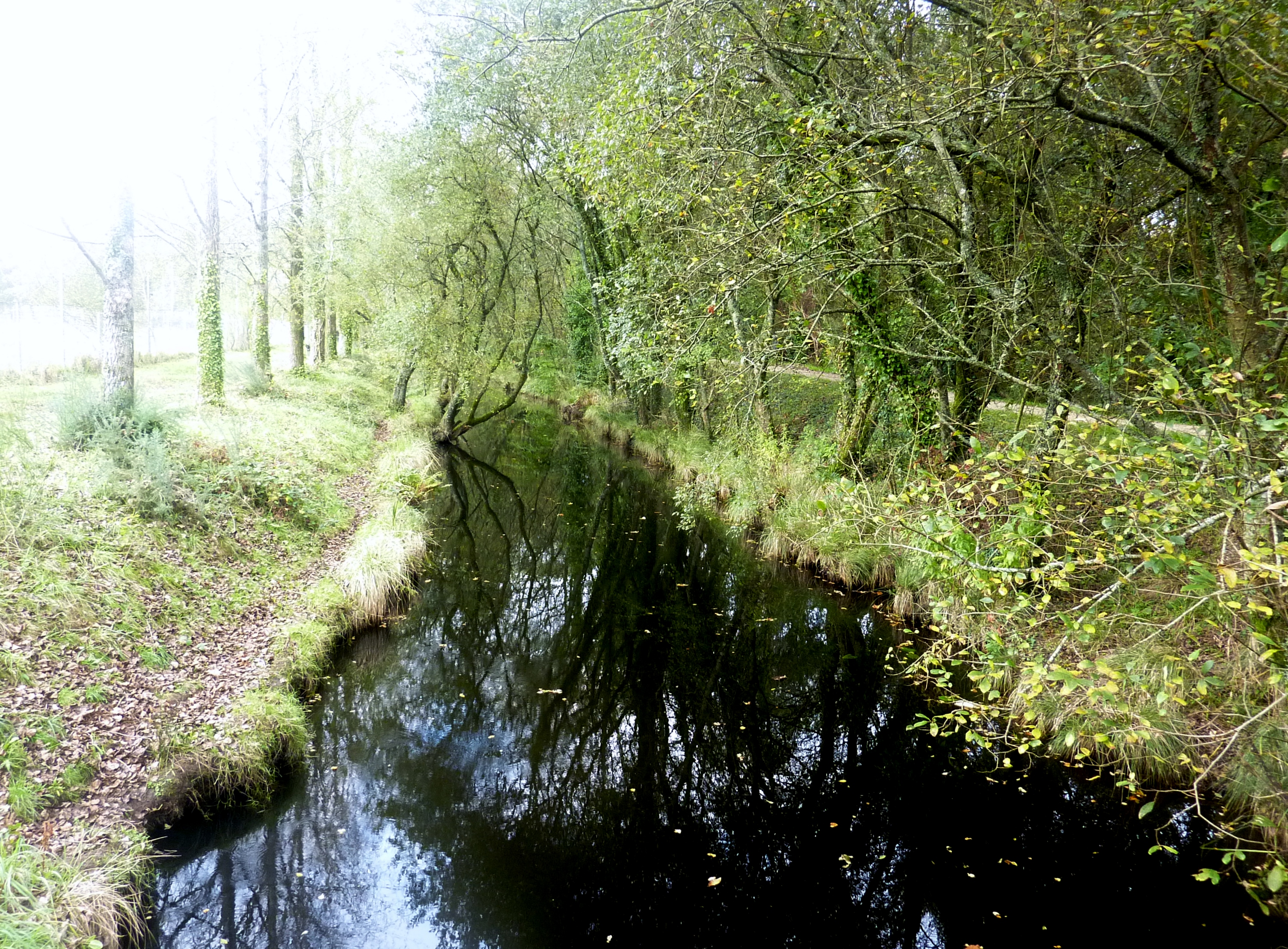
Le fleuve côtier Aven à Rosporden
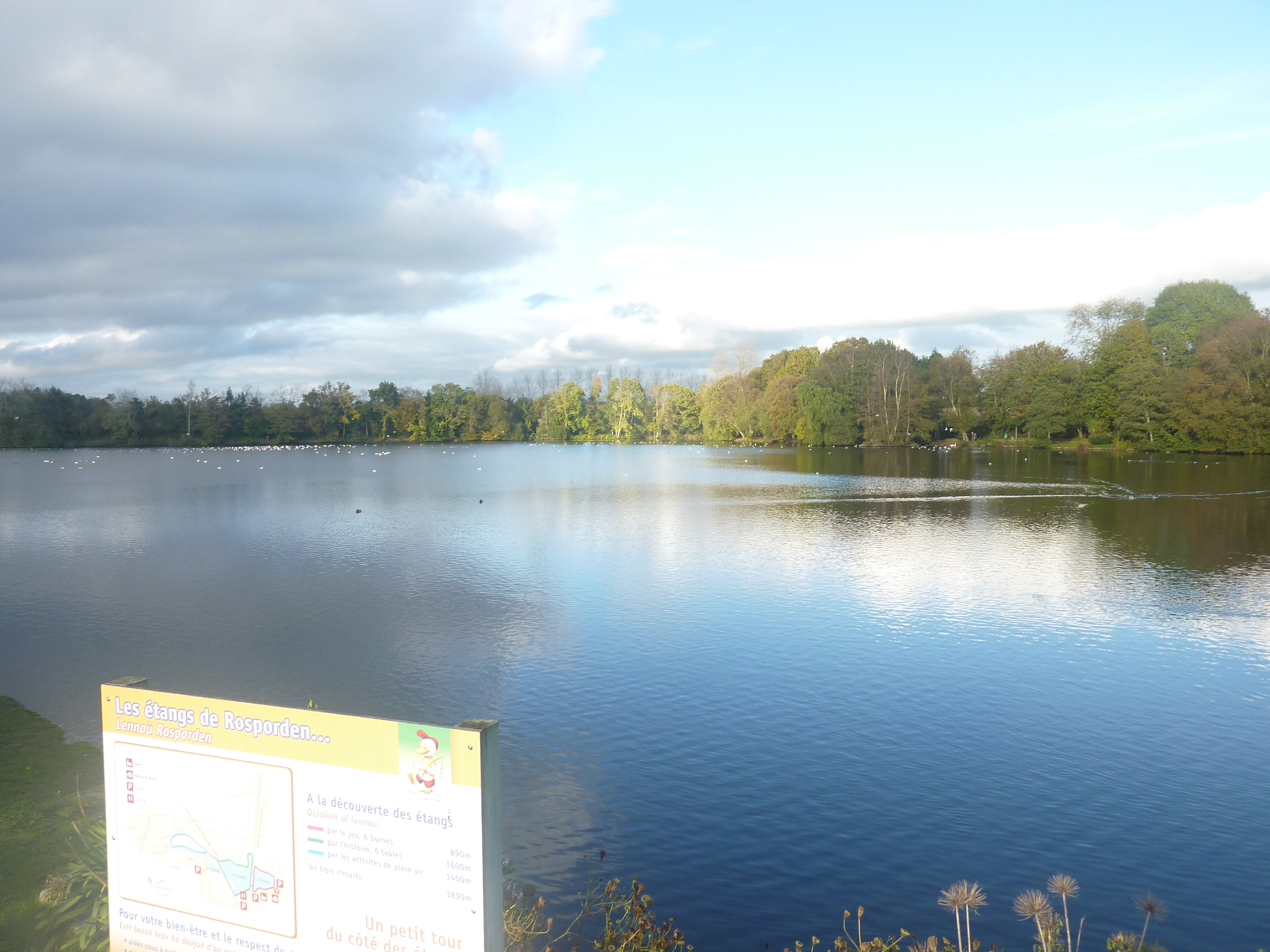
L'un des étangs de Rosporden
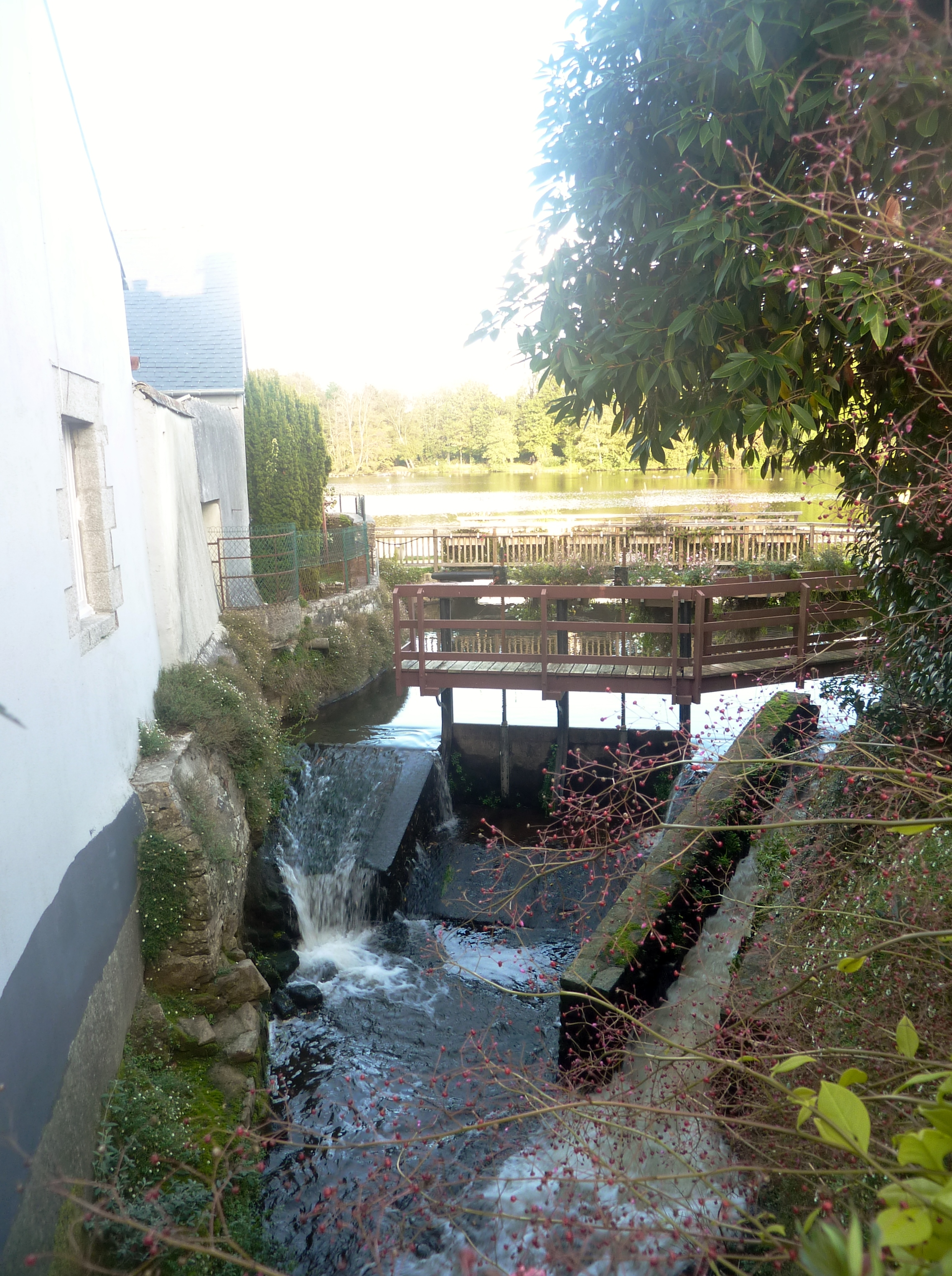
Les eaux de l'Aven sortant de l'étang de Rosporden : la vanne et le déversoir

## Hydrologie
La surface du bassin versant de l'Aven est de 165 km2, son module de 3,70 m3/s et son débit spécifique de 22,5 l/s/km2 à Pont-Aven au niveau de la voie express. Le débit maximal instantané y a été mesuré le 13 décembre 2000 à 1 h 10. Il était de 55,5 m3/s. Le débit maximal journalier a été mesuré le même jour et était égal à 44,7 m3/s. Le débit peut chuter à 0,43 m3/s en cas de période quinquennale sèche.
La lame d'eau écoulée dans son bassin versant annuellement présente une valeur élevée puisqu'elle est égale à 714 mm. Celle-ci s'explique par l'abondance des précipitations sur l'ensemble de son bassin versant et par la présence de terrains en forte pente favorisant un écoulement rapide des eaux.

## Affluents
Le Service d'administration nationale des données et référentiels sur l'eau recense 29 affluents de l'Aven d'une longueur égale ou supérieure à 1 km dont 8 dépassent les 4 km. Il s'agit de ruisseaux plus ou moins longs à l'exception notable du Ster Goz.
L'Aven reçoit d'amont en aval :
- Le ruisseau de Pont ar C'hleudic, 4,7 km, rive gauche, qui provient de Coray.
- Le ruisseau de Pont ar Bastard, 4,8 km, rive droite, qui provient de Tourc'h.
- Le Ster Goz, 21,2 km, rive gauche, qui prend sa source à Scaër et arrose Bannalec.
- Le Pont ar Marc'had, 4,4 km, rive gauche, qui provient de Rosporden
- Le Penanros , 4,8 km, rive droite, qui provient, de Nizon.

## Villes traversées
Coray, Tourc'h, Rosporden, Kernével, Bannalec, Pont-Aven, Riec-sur-Bélon et Névez.

## Histoire

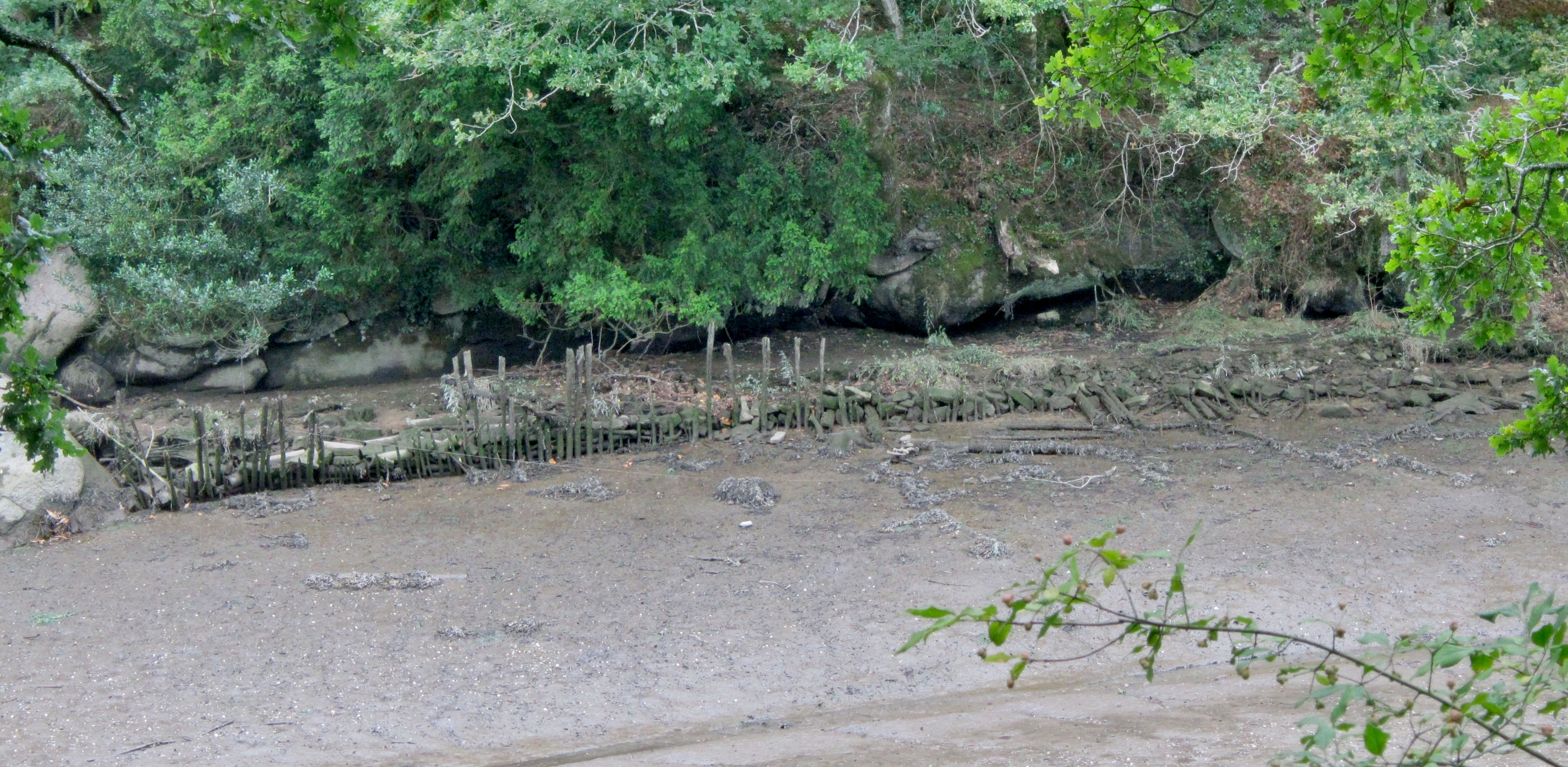
Fascines anciennes ayant servi à retenir des sédiments afin d'aménager un terre-plein sans doute ostréicole (rive droite de la ria de l'Aven, anse située juste en aval de Pont-Aven, à cheval sur la commune de Névez).

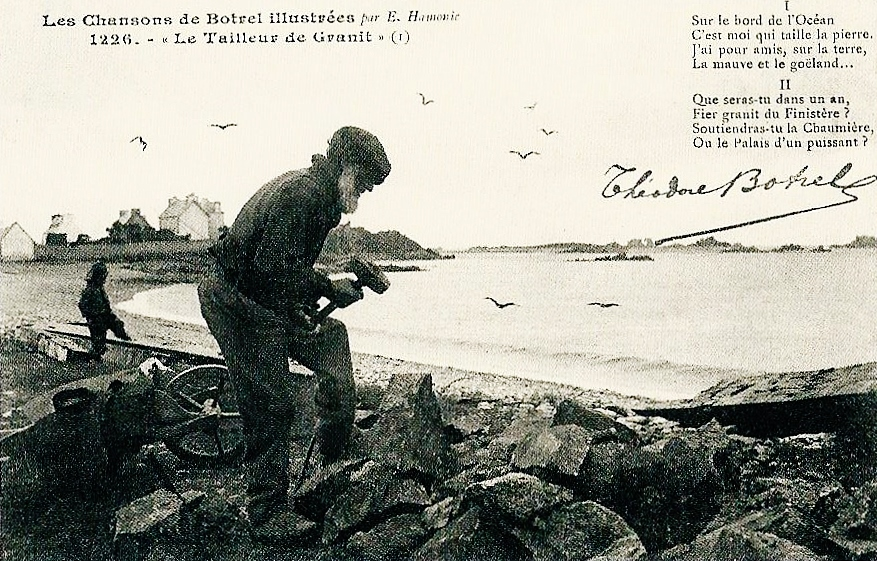
Tailleur de granite sur les bords de l'Aven (illustration d'une chanson de Théodore Botrel).

A. Marteville et Pierre Varin, continuateurs d'Ogée, décrivent ainsi l'Aven en 1843 :

« L'Aven fait tourner dans son cours d'un peu moins de quatre myriamètres vingt-sept moulins et alimente trois papeteries. Elle n'a qu'un affluent d'un peu d'importance, c'est la petite rivière de Saint-David, qui naît en Scaër et traverse, dans son cours de 23 000 mètres, les communes de Kernével et Bannalec, où elle se jette dans l'Aven, un peu au-dessous du Moulin de Rue-Neuve. Cette petite rivière fait tourner neuf moulins à blé. »

Le Chevalier de Fréminville évoque en 1844 les mulettes perlières alors abondantes dans les sables du lit de l'Aven. « Longue de près de 18 centimètres, couverte en dehors d'un épiderme brun, elle est ornée, dans l'intérieur, d'un nacre très brillant. Elle renferme souvent de fort jolies perles : j'y en ai trouvé de très rondes, de la grosseur d'un gros pois, et qui étaient d'un fort bel orient. Elles seraient très susceptibles d'être montées en bijoux, et ce serait une richesse de plus pour le pays ».

## Paysages de l'Aven

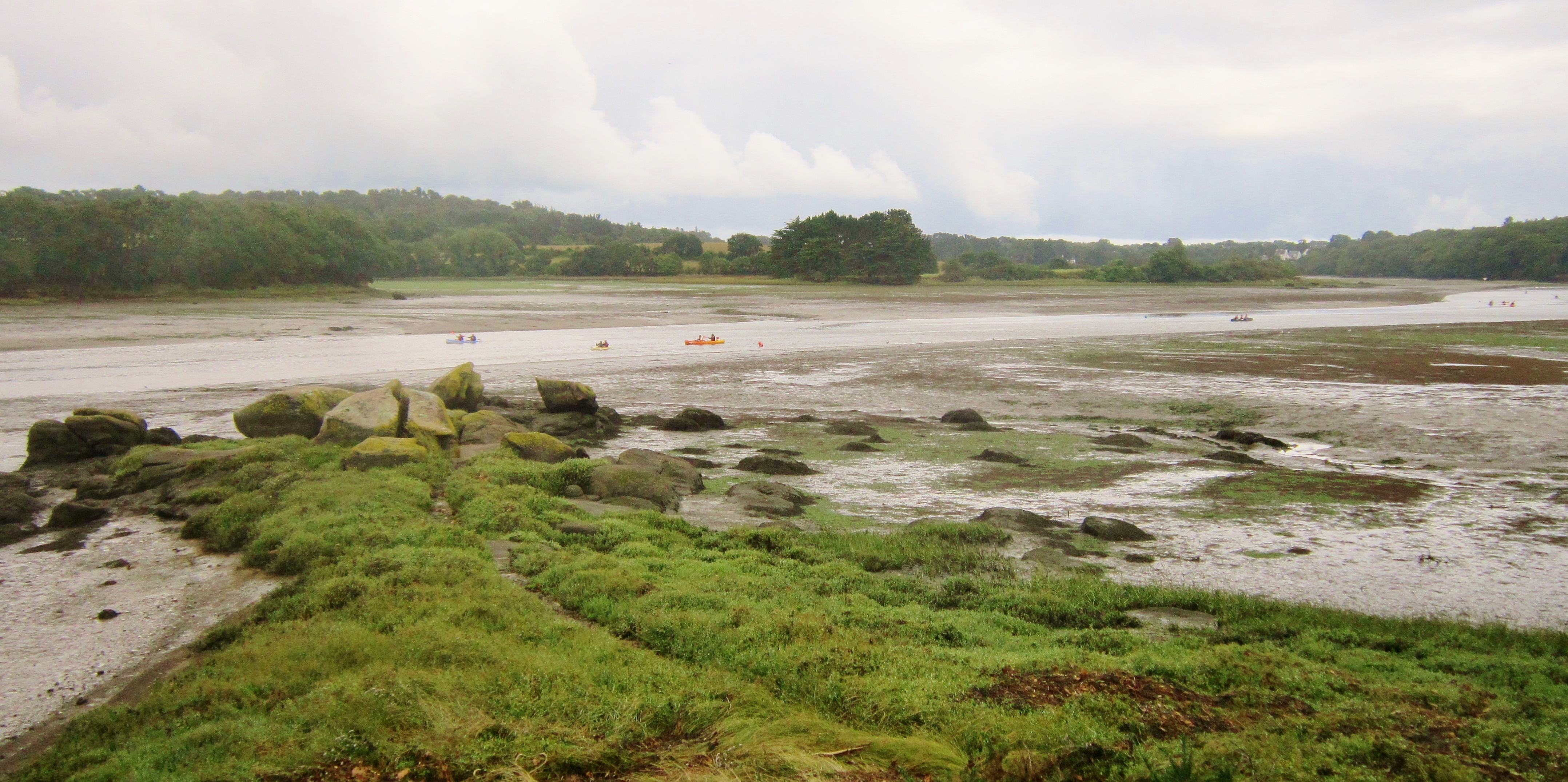
La ria de l'Aven à marée basse vue depuis le sentier piétonnier aux environs de Tal Mor.

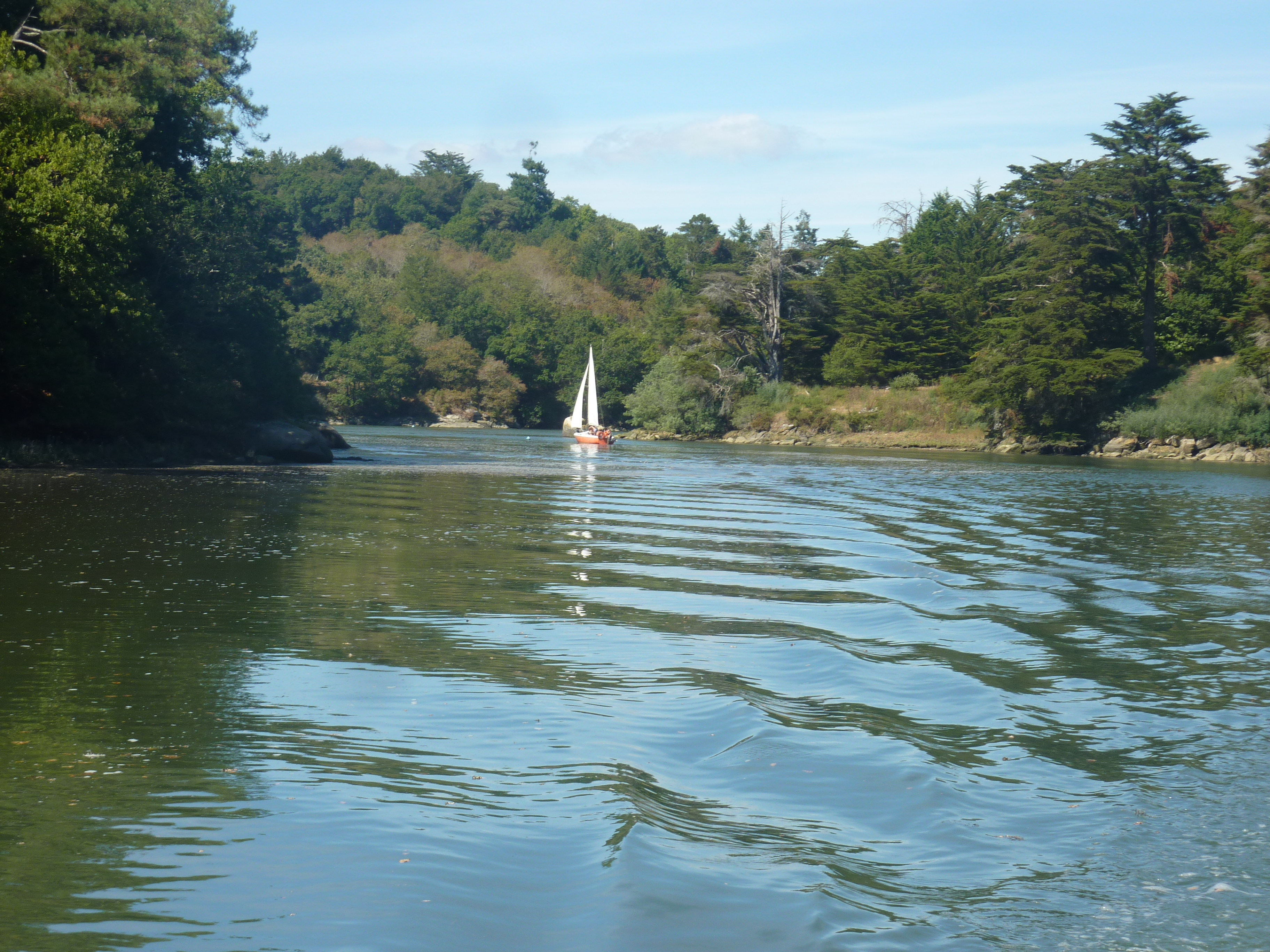
Le fleuve côtier Aven juste en aval du port de Pont-Aven.
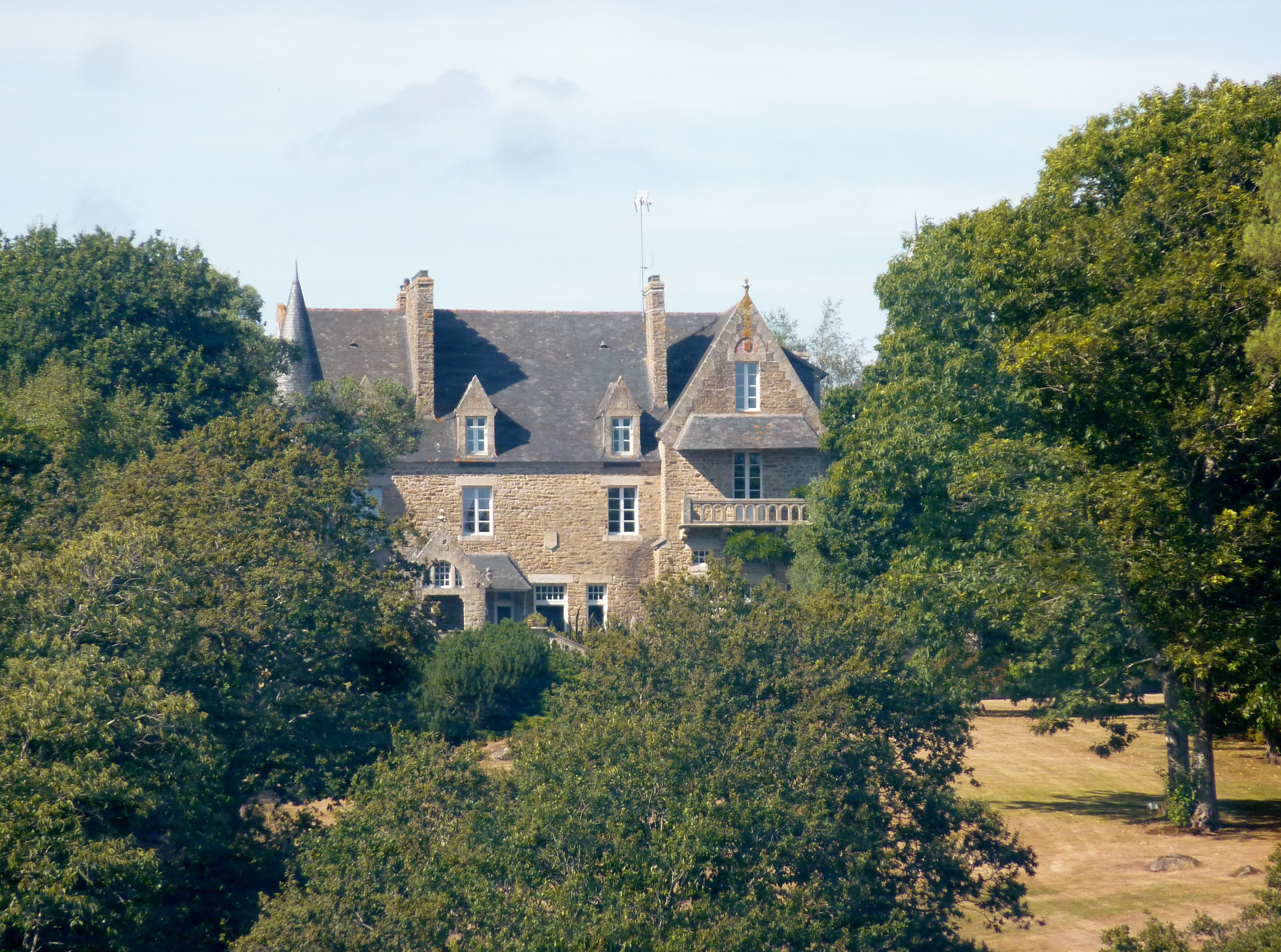
Le château du Tal Mor (en Névez) vu depuis le fleuve côtier Aven.
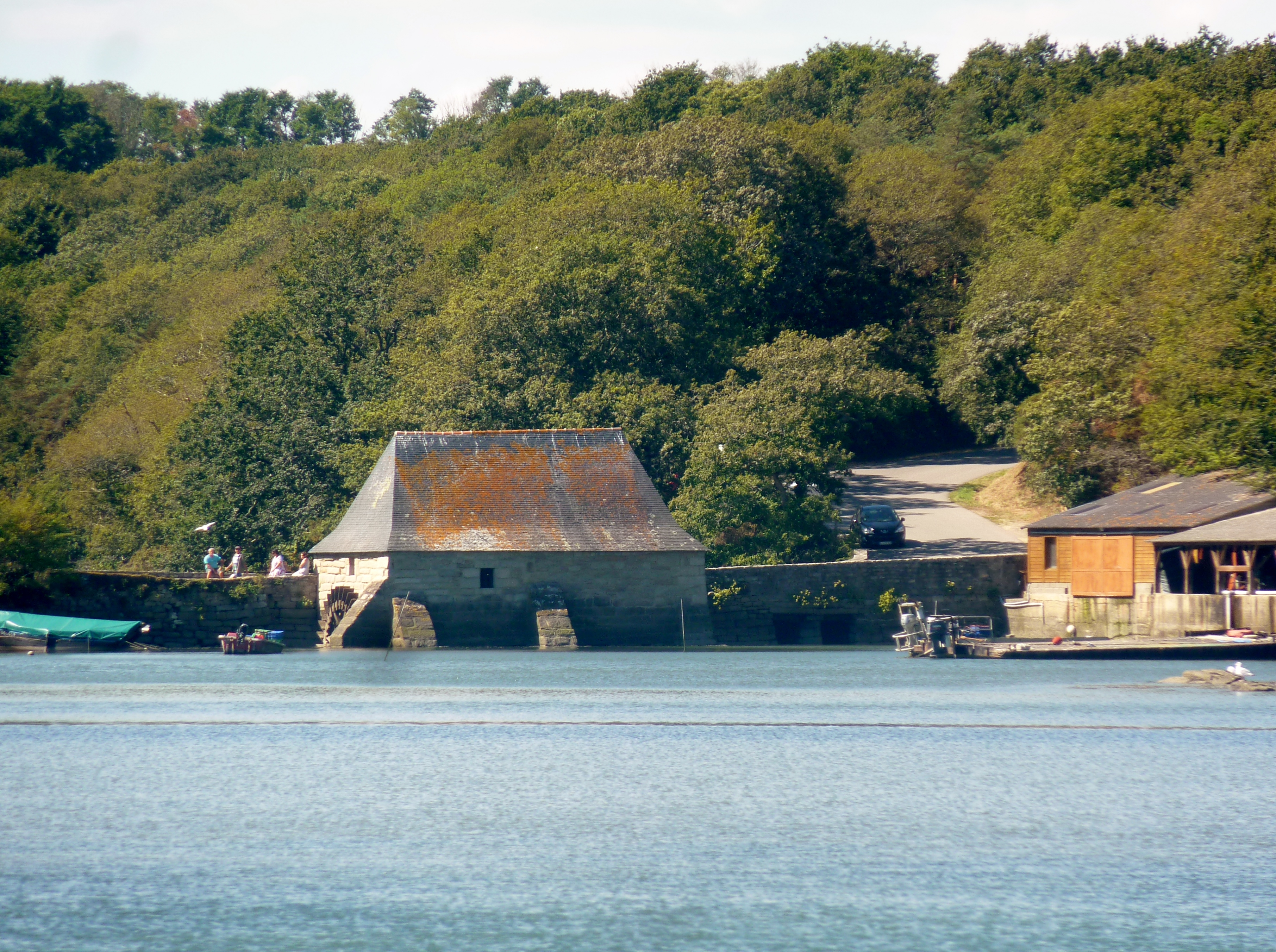
Le moulin à marée du Hénan (en Névez) vu depuis le fleuve Aven ; à droite de la photographie une installation ostréicole.
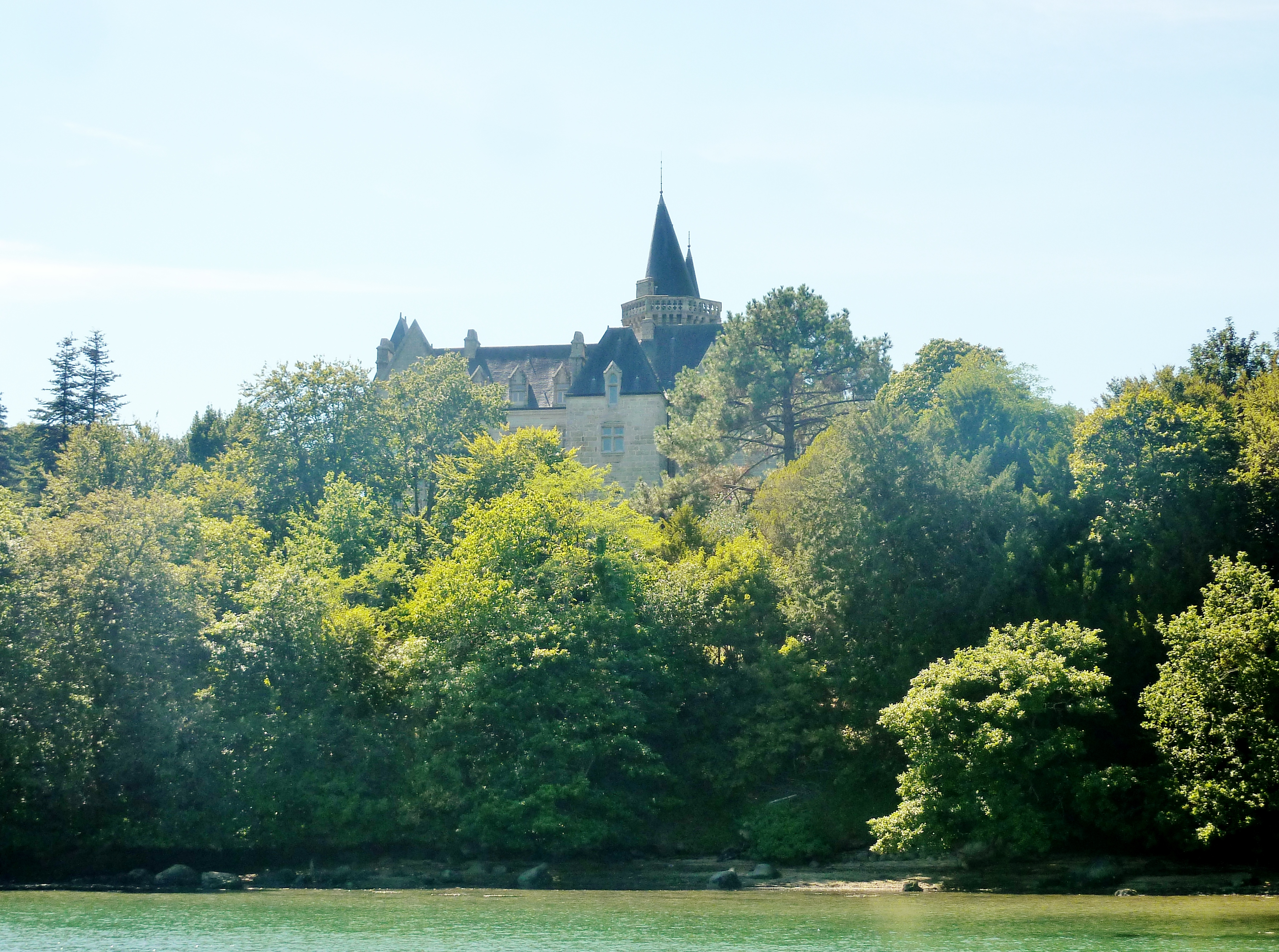
Le château du Hénan (en Névez) vu du fleuve côtier Aven.
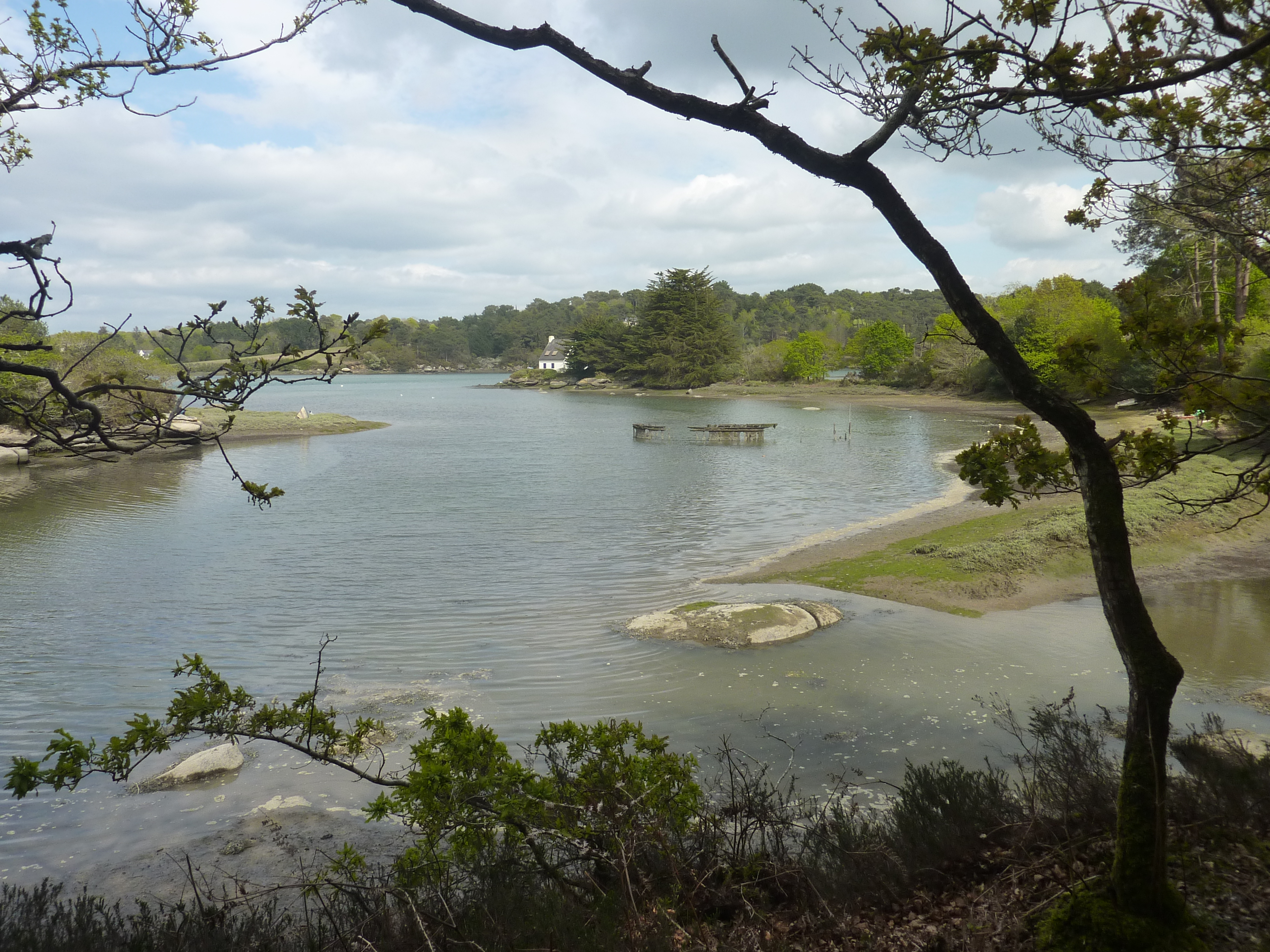
L'Aven vu du GR 34 près du Hénan.
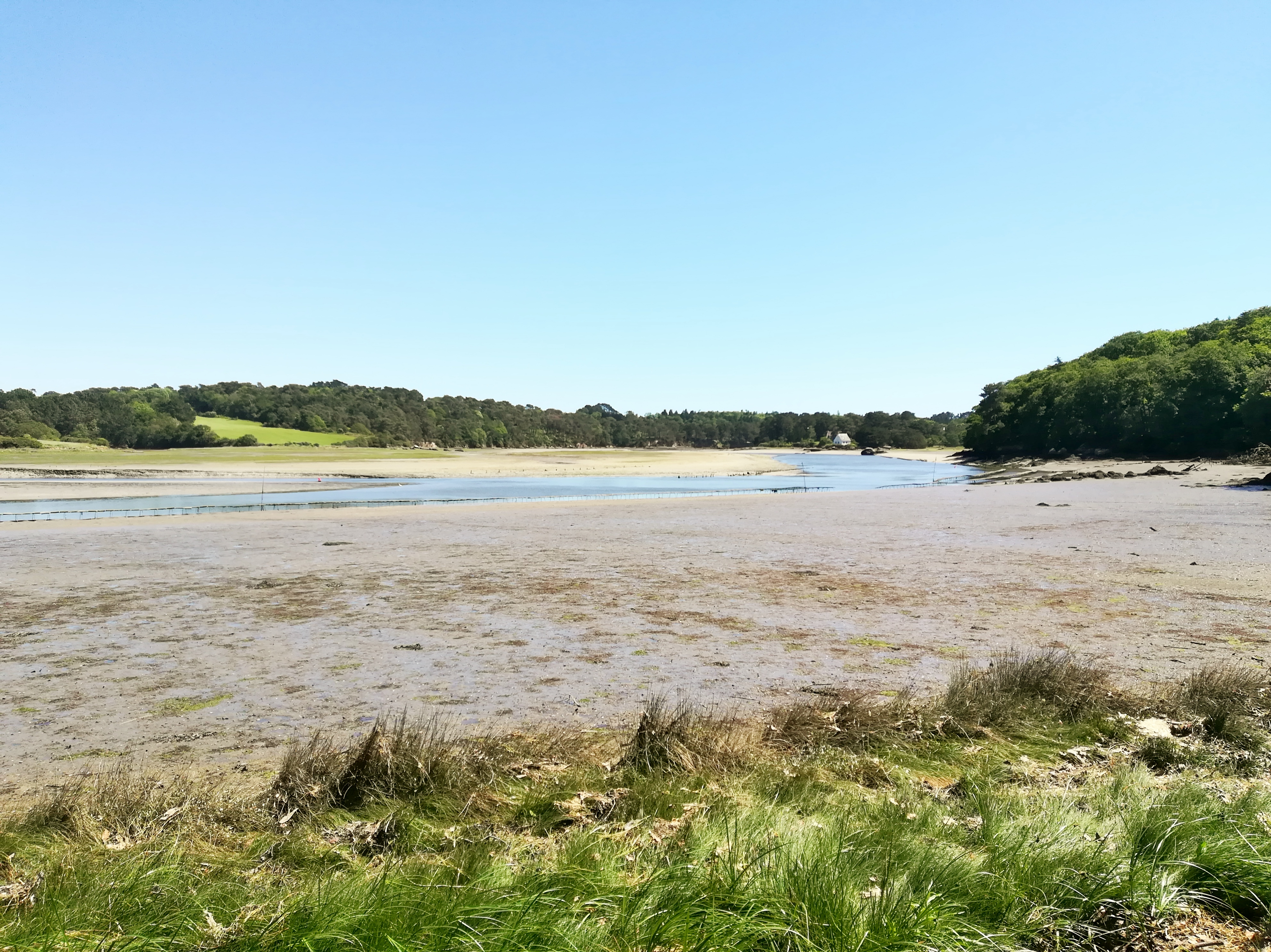
La ria de l'Aven à marée basse vue depuis le sentier littoral GR 34 à hauteur du Hénan.
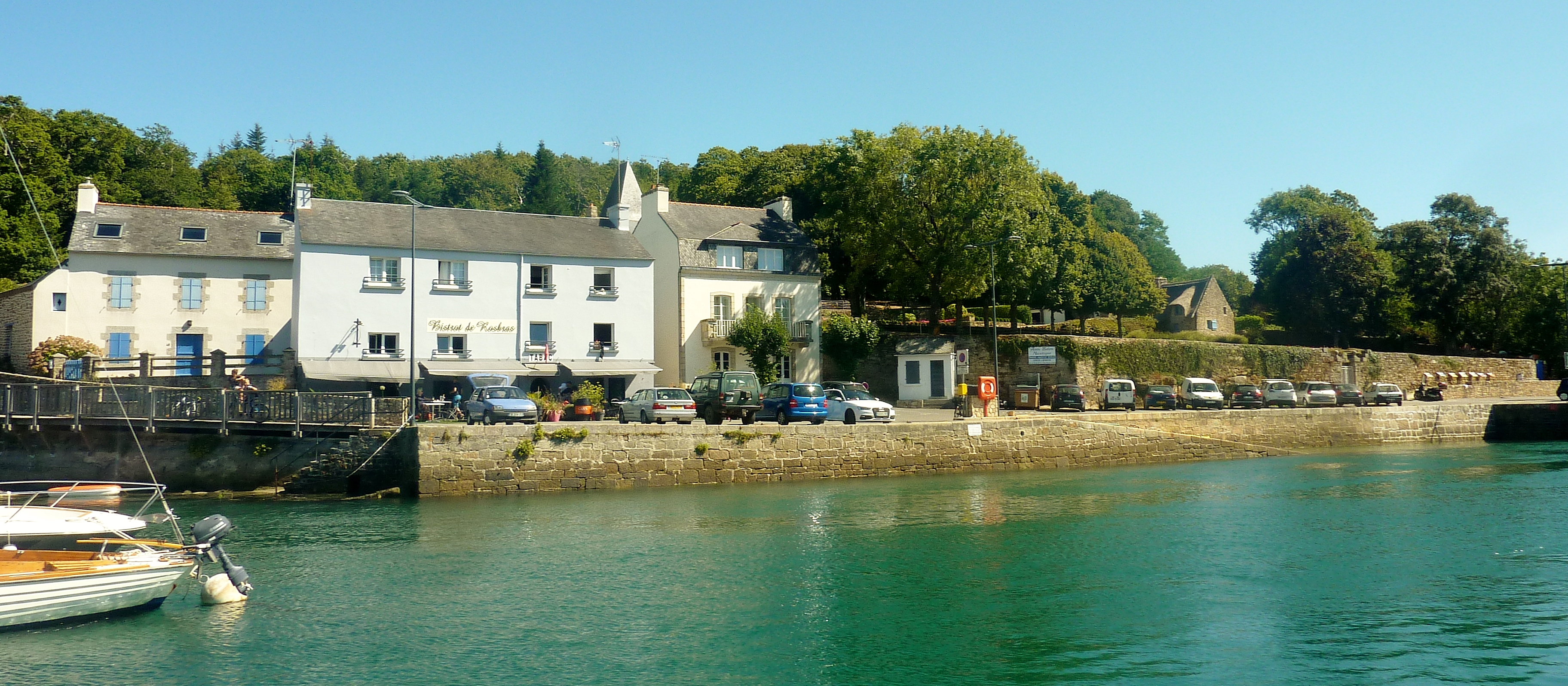
Le port de Rosbraz (en Riec-sur-Bélon) vu depuis le fleuve côtier Aven.
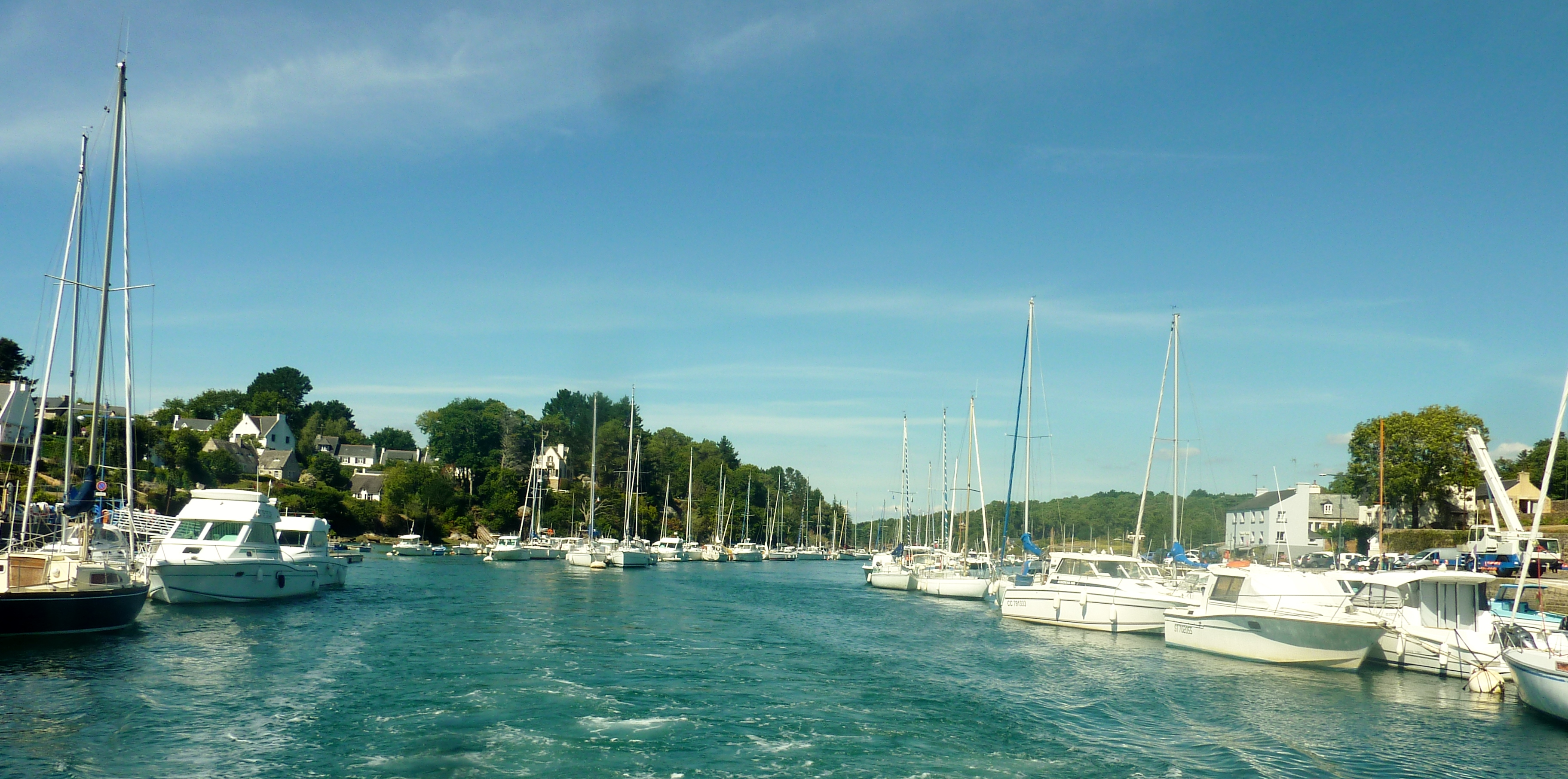
L'Aven entre les ports de Rosbraz (en Riec-sur-Bélon, à droite sur la photographie) et Kerdruc (en Névez, à gauche sur la photographie).
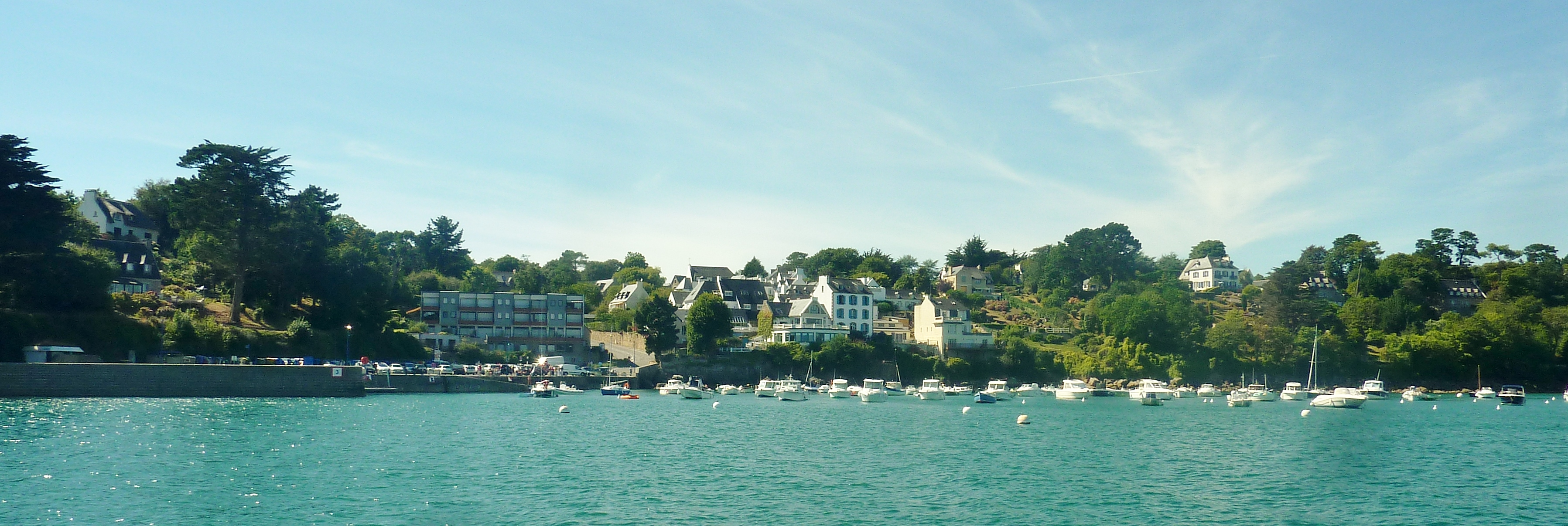
Kerdruc (en Névez) vu depuis le fleuve côtier Aven.
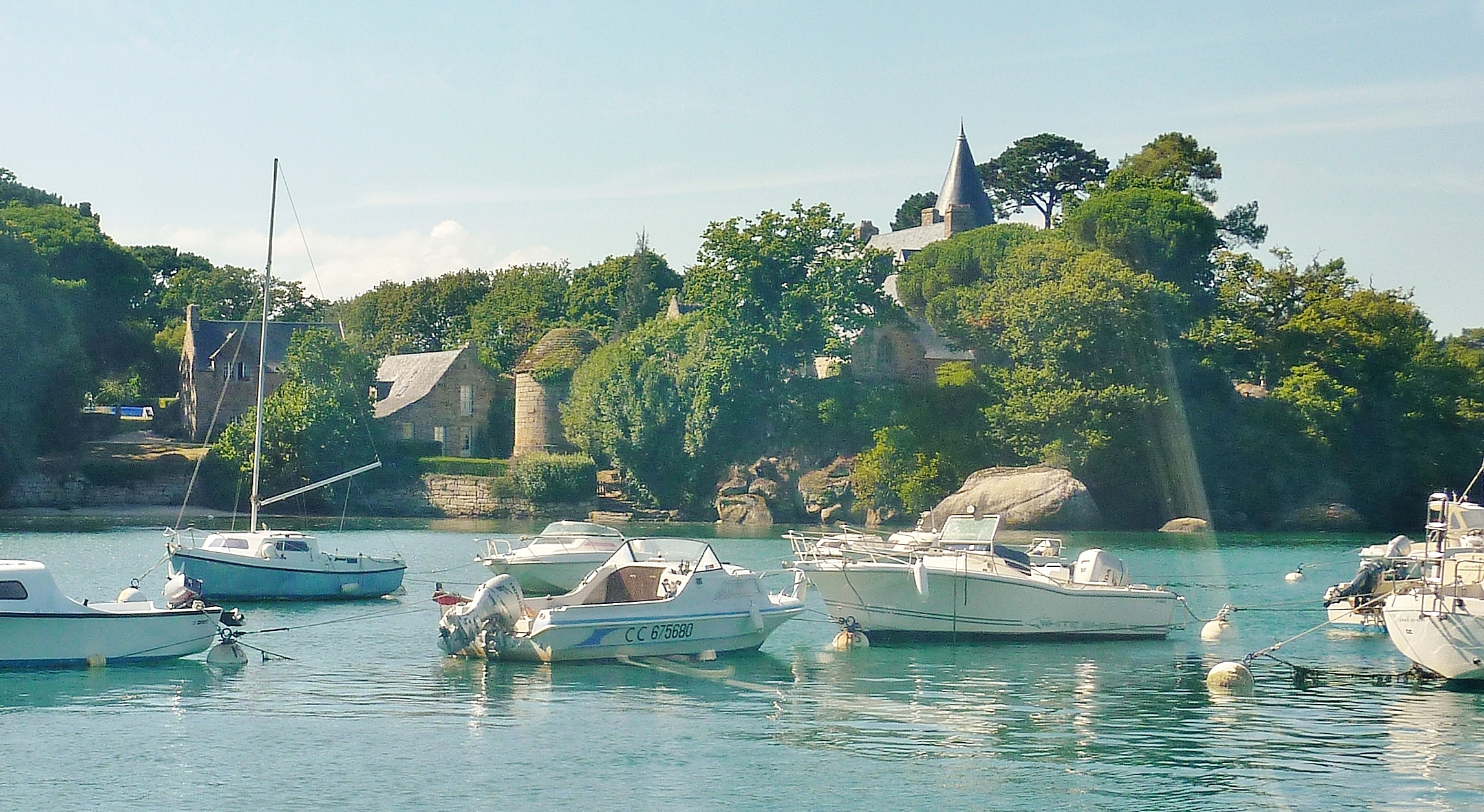
Le château de Poulguin (en Névez) vu depuis le fleuve côtier Aven.

## Tableaux

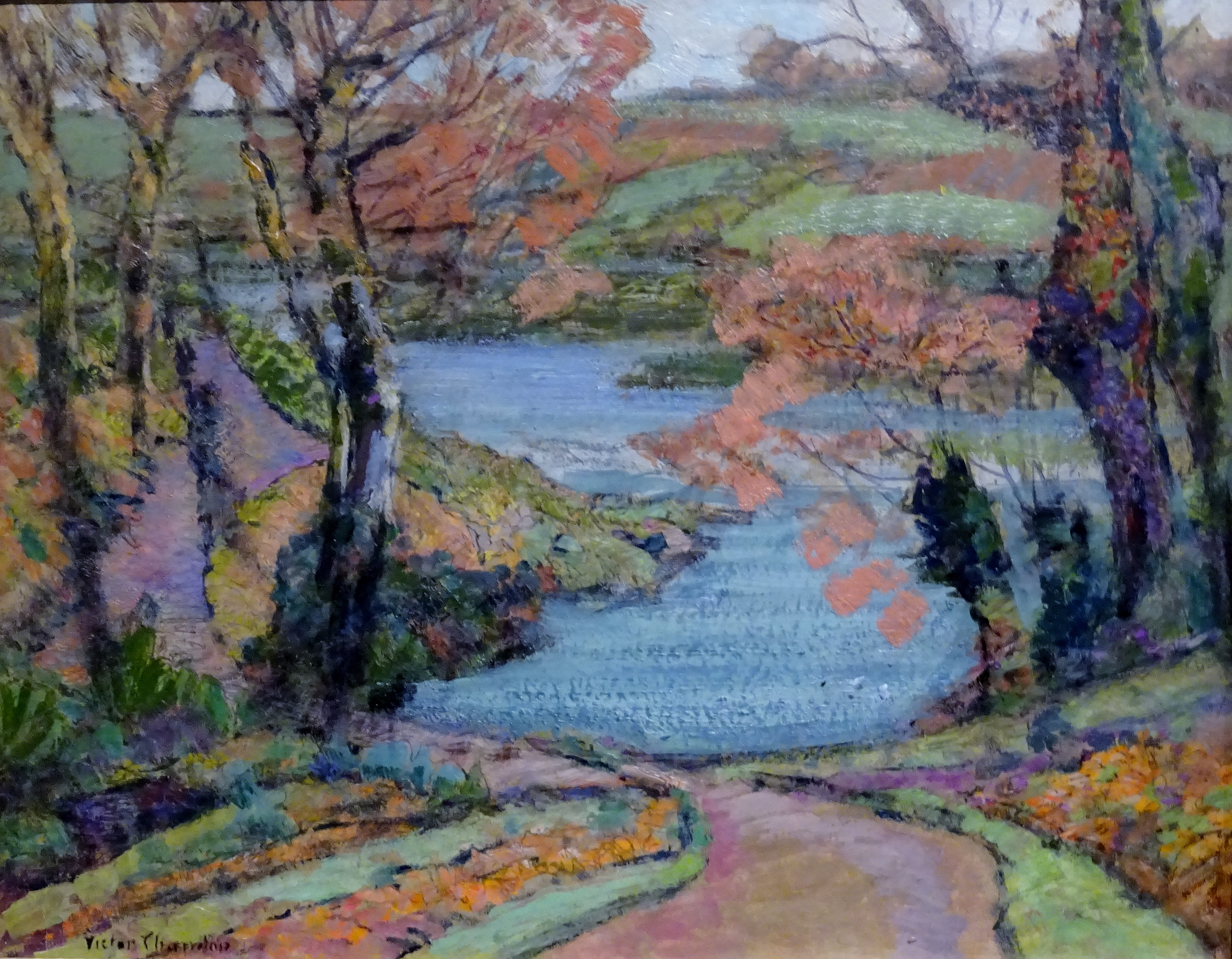
Victor Charreton ː Bord de l'Aven (huile sur carton, collection particulière).
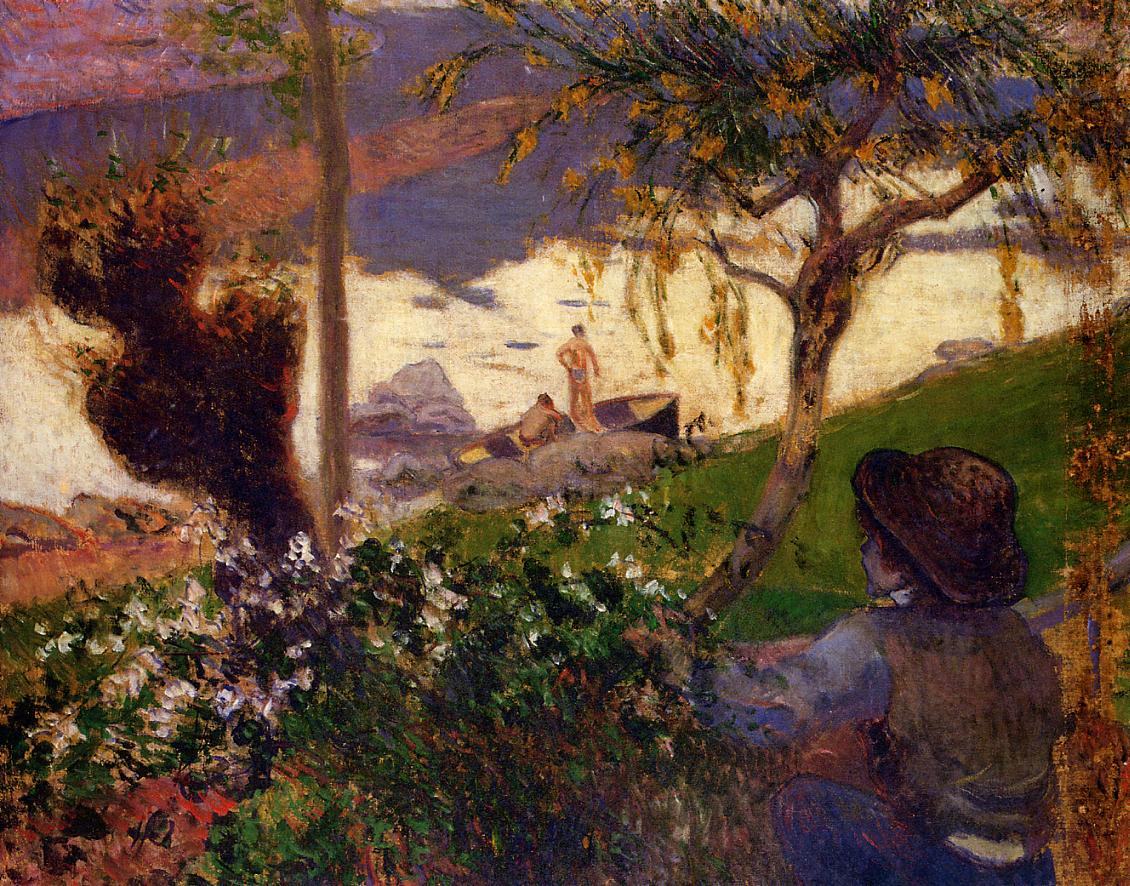
La Rivière blanche de Paul Gauguin (huile sur toile, musée de Grenoble).